# Haladás Polgári Párt
A Haladás Polgári Párt (Fortschrittliche Bürgerpartei, FBP) egy nemzeti-konzervatív beállítottságú liechtensteini párt. 1918-ban alapították, miután II. János liechtensteini herceg bevezette a választójogot az országban és onnantól kezdve  a parlamenti képviselőket a nép delegálja. Minden félévben 6 pontos programot állít össze a legfontosabb elérendő célokkal. Az FBP egyike a két nagy politikai pártnak Liechtensteinben, a liberális-konzervatív Hazafias Unióval együtt . Az 1918-ban alapított, mára már megszűnt Keresztényszociális Néppárt mellett Liechtenstein legrégebbi fennálló pártja. Elnöke Markus Vogt. 
A pártnak jelenleg 11 településen van csoportja (Balzers, Eschen-Nendeln, Gamprin-Bendern, Mauren-Schaanwald, Planken, Ruggell, Schaan, Schellenberg, Triesen, Triesenberg, Vaduz). Központjuk Vaduzban van.

## Története
A pártot 1918-ban alapították középosztálybeli polgárok és a gazdálkodók, válaszul a Keresztényszociális Néppárt (VP) megalakulására.  Az 1918-as választásokon elnyerte a megválasztott mandátumok többségét,  de a VP alakíthatott kormányt. 
A VP megnyerte a választásokat 1922-ben és 1926-ban is, de az 1928-as választásokon már az FBP győzött, és kormányzópárt maradt 1938-ig. 1938-ban a FBP és a Hazafias Unió koalíciós kormányt alakított és a két párt koalícióban kormányzott az 1997-es választásokig, amely után a Hazafias Unió alakított kormányt. Az FBP megnyerte a 2001-es választásokat, és vezetője, Otmar Hasler lett a miniszterelnök. A 2005-ös választásokat követően a koalíció megújult, Hasler miniszterelnök maradt. A VU színeiben Klaus Tschütscher 2009 és 2013 között töltötte be a posztot, ezt követően Adrian Hasler, az FBP vezetője lett a kormányfő.

### A párt elnökei
| Hivatali idő | Név                             |
| ------------ | ------------------------------- |
| 1918-19??    | Franz Verlin                    |
| 19??-19??    | Bernhard Risch                  |
| 19??-19??    | Ludwig Marxer                   |
| 19??-19??    | Ferdinand Risch                 |
| 19??-1945    | Alfons Kranz                    |
| 1945-1970    | Richard Meier                   |
| 1970-1982    | Peter Marxer                    |
| 1982-1986    | Herbert Batliner                |
| 1986-1987    | Josef Biedermann (ideiglenesen) |
| 1987-1992    | Emanuel Vogt                    |
| 1992-1993    | Hansjörg Marxer                 |
| 1993-1995    | Otmar Hasler                    |
| 1995-1997    | Seeger Norbert                  |
| 1997-2001    | Ernst Walch                     |
| 2001-2005    | Johannes Matt                   |
| 2005-2009    | Marcus Vogt                     |
| 2009-2013    | Alexander Batliner              |
| 2013-2015    | Elfried Hasler (ideiglenesen)   |
| 2015-2019    | Thomas Banzer                   |
| 2019-től     | Markus Vogt                     |

## Fordítás
Ez a szócikk részben vagy egészben  a   Fortschrittliche Bürgerpartei in Liechtenstein című német Wikipédia-szócikk fordításán alapul.  Az eredeti cikk szerkesztőit annak laptörténete sorolja fel. Ez a jelzés csupán a megfogalmazás eredetét és a szerzői jogokat jelzi, nem szolgál a cikkben szereplő információk forrásmegjelöléseként.